# Vittore Gottardi
Vittore Gottardi (Caslano, 24 september 1941 - Gentilino, 18 december 2015) was een Zwitsers voetballer die speelde als aanvaller.

## Carrière
Gottardi maakte zijn profdebuut voor FC Lugano in 1959, hij speelde er tot in 1961. Hij speelde maar een seizoen voor Lausanne-Sport maar veroverde in 1964 wel de beker. Van 1966 tot 1968 speelde hij terug voor FC Lugano en veroverde terug de beker in 1968. Hij eindigde zijn carrière bij AC Bellinzona in 1971.
Hij speelde vier interlands voor Zwitserland en nam met zijn land deel aan het WK 1966 in Engeland.

## Erelijst
- Lausanne-Sport
  - Zwitserse voetbalbeker: 1964
- FC Lugano
  - Zwitserse voetbalbeker: 1968